# Castell de Montboló
El Castell de Montboló fou el castell medieval d'estil romànic del poble de Montboló, del terme comunal del mateix nom, a la comarca del Vallespir, Catalunya del Nord.
Les seves restes estan situades a l'est de l'església de Sant Andreu, en un turonet que es troba a prop i a l'altra banda de la carretera que passa ran de l'església. Les restes del castell estan cobertes d'una espessa vegetació, que posa moltes dificultats a la seva apreciació.

## Història
Montboló és esmentat en una donació per primer cop el 941, i torna a estar documentat el 944 i el 967. Pertangué des dels seus orígens al Vescomtat de Castellnou, i quan el vescomtat es transformà en baronia, hi continuà lligat, fins a la supressió dels senyorius; passà dels Castellnou als Llupià, com la mateixa baronia. El castell no apareix en un document escrit fins al 1276, en una guerra interna contra Guillem VI de Castellnou encapçalada per Guillem de Canet, Arnau de Cortsaví, Ponç Saguàrdia, Guillem de Pinós i Ramon Roger de Pallars. Els fets apareixen a la Crònica de Bernat Desclot: E puys anaren assetjar I casteyl qui à nom Montbauló, qui és d'en Guillem de Casteylnou, e eren CL cavalers e IIII mília hòmens a peu.

## L'edifici
Molt destruït, només se'n conserven algunes restes a la part alta del turó. Hi subsisteix la part baixa, amb el basament, de quatre murs no gaire espessos, on s'aprecien dos habitacles interiors. Una de les parets posseeix un contrafort. Caldria fer-hi una intervenció arqueològica per tal de descobrir tot el que deu romandre enterrat.